# 埼玉県立浦和東高等学校
埼玉県立浦和東高等学校（さいたまけんりつ うらわひがしこうとうがっこう）は、埼玉県さいたま市緑区大字寺山にある公立高等学校。全日制の課程に、普通科を設置している。

## 概要
見沼自然公園や埼玉スタジアム2002、みそのウイングシティの近くにある学校で、生徒数は約960名。
50分×6時間授業で、数学・英語については習熟度別・少人数授業が行われる。2年次から文系・理系に分かれ、3年次には文系・総合理系（生物・化学、看護・医療系など）・専門理系（理工系など）の3コースに分かれる。自由選択科目が多いのも特徴で、芸術の授業は、音楽・美術・書道から1科目選択する。1年時の体育の授業の週1時間は柔道・剣道・ダンスから選択し、3年時では3種目の球技を選択する。放課後や夏休み中などには、受験対策講座など進路補講が実施される。

## 沿革
- 1983年3月 - 普通教室棟（4階）完成
- 1983年4月 - 埼玉県立浦和東高等学校開校
- 1984年3月 - 重層体育館完成
- 1984年4月 - 特別教室棟（5階）完成
- 1984年6月 - 食堂・合宿棟（生徒ホール）完成
- 1993年3月 - 部室棟完成
- 1996年6月 - プール棟完成
- 2004年　　- 弓道場完成
- 2008年　　- 教室冷房設置
- 2012年　　- 普通教室棟全体改修
- 2013年　　- 特別教室棟全体改修
- 2022年4月 - 制服リニューアル

## 教育方針
「未来に向けてたくましく生きぬく若人の育成」
知・徳・体に調和がとれ、情操豊かで実践力に富み、人間尊重の精神を基本として、国家及び社会に貢献できる人間を育成する。

## 校歌
校歌は、日本を代表するクラシック音楽の作曲家である團伊玖磨が作曲を手がけた。作詞は濱梨花枝。

## 制服
2022年4月入学生から制服がリニューアルされ、男子は黒色の詰襟、女子は濃紺色のブレザーを着用する。

女子のスカートはブルーグレー色のチェック柄、リボンは⾚色のストライプ柄（ネクタイも選択可）。スカート以外に、裾丈に向かって細くなっているデザインの「テーパードスラックス」や「キュロットスカート」も選択できる。
夏服は男子が白色、女子が紺色のポロシャツを着用する。

## 学校行事
遠足、体育祭、文化祭（東雲祭）、球技大会、ロードレースなどがある。例年、修学旅行は2年次に沖縄県へ行く。

## 部活動
埼玉県内の公立高校では本校にしかない「なぎなた部」がある。
運動部
- サッカー部

全国高等学校サッカー選手権大会5度出場（第84回大会ベスト16）
全国高等学校総合体育大会 (インターハイ)8度出場（1998年ベスト8）
高円宮杯全日本ユースサッカー選手権大会2度出場
高円宮杯U-18サッカーリーグ プリンスリーグ関東9年連続9度出場
関東高等学校サッカー大会4度出場（2000年準優勝、2014年3位）
- なぎなた部

全国高等学校総合体育大会なぎなた競技大会出場
全国高等学校なぎなた選抜大会出場（2012年男子個人ベスト8）
関東高等学校なぎなた競技会出場（2001年団体3位、2013年‣2016年男子個人準優勝）
- バトン部

全国高等学校ダンスドリル選手権大会12年連続出場
2009年 POMスモール編成部門1位（団体総合5位、最優秀振付賞受賞）
2012年 ソングリーダー スモール編成部門2位
2014年 ソングリーダー ラージ編成部門4位
2016年 ソングリーダー ミディアム編成部門1位
2017年 ソングリーダー スモール編成部門2位
全国高等学校ダンスドリル冬季大会2018 団体総合優勝・朝日新聞社賞受賞
USA Nationals2019 高校編成 Song/Pom部門 Medium A 2位
- 弓道部

全国高等学校総合体育大会弓道競技大会1度出場（2015年女子個人）
紫灘旗全国高校遠的弓道大会出場（2014年第16回大会・女子団体3位）
関東高等学校弓道個人選手権選抜大会3度出場（2006年・2011年・2017年）
関東高等学校弓道大会3度出場（2013年・2015年・2018年）
- 柔道部

全国大会出場（1997年ベスト16）
- 女子テニス部

全国高等学校総合体育大会テニス競技大会2度出場（2012年シングルス・ベスト8）
2012年-第65回関東高等学校テニス選手権大会出場（シングルス・ベスト8）
2015年-第68回関東高等学校テニス選手権大会出場（女子団体）
文化部
- 総合科学研究部

日本学生科学賞全国大会中央審査5度出展
2005年-第49回日本学生科学賞研究部門（日本科学未来館賞受賞）
科学技術振興機構主催サイエンスアゴラ出展
同好会・個人
- 馬術

国民体育大会出場（第60回大会準優勝、第61回大会優勝）
全日本高校馬術選手権大会出場（2007年、第18回大会優勝）
関東高校馬術選手権大会出場（2007年、第50回大会優勝）
- アーティスティックスイミング

国民体育大会出場（第60回大会4位）
- 自転車

全国高校総体出場（1999年）

## 交通
- 鉄道

埼玉高速鉄道線「浦和美園駅」よりバスで約7分
各線「大宮駅」東口よりバス
東日本旅客鉄道（JR東日本）武蔵野線・埼玉高速鉄道線「東川口駅」北口よりバス
東日本旅客鉄道（JR東日本）武蔵野線「東浦和駅」よりバス
東武野田線（東武アーバンパークライン）「岩槻駅」よりバス
東日本旅客鉄道（JR東日本）各線「浦和駅」東口よりバス
- バス

国際興業バス「浦和東高校入口」下車、徒歩5分
国際興業バス「浦和東高校」下車、徒歩0分

## 著名な出身者

### サッカー
- 太田康介 - （サッカー選手：FC今治）
- 川島永嗣 - （サッカー選手：ジュビロ磐田、元日本代表）
- 菊地光将 - （サッカー選手：レノファ山口FC、元U-23日本代表候補）
- 菊池将太 - （サッカー選手：いわてグルージャ盛岡）
- 斎藤広野 - （サッカー選手：いわてグルージャ盛岡）
- 齋藤将基 - （元サッカー選手：東京ヴェルディ1969ほか）
- 坂本將貴 - （元サッカー選手：ジェフユナイテッド市原・千葉）
- 鈴木智幸 - （サッカー選手：いわてグルージャ盛岡、元U-18日本代表）
- 塚本泰史 - （元サッカー選手：大宮アルディージャ）
- 澤井直人 - （サッカー選手：東京ヴェルディ1969）
- 松本ケン・チザンガ - （サッカー選手：ブラウブリッツ秋田）
- 三島康平 - （サッカー選手：SC相模原）
- ンドカ・ボニフェイス - （サッカー選手：横浜FC）

### その他スポーツ
- 足立夢実 - （アーティスティックスイミング選手、世界水泳選手権日本代表、ロンドン五輪日本代表）
- 浅子覚 - （元プロレスラー、現・プロレスリング・ノア所属メディカルトレーナー）

### 芸能
- 杉山裕之 - （お笑いトリオ・我が家）
- 谷田部俊 - （お笑いトリオ・我が家）
- 吉田友一 - （俳優・ファッションモデル）
- 石山蓮華 - （文筆家・俳優・電線愛好家）